# Naturschutzgebiet Talhänge der Lauer bei Stadtlauringen

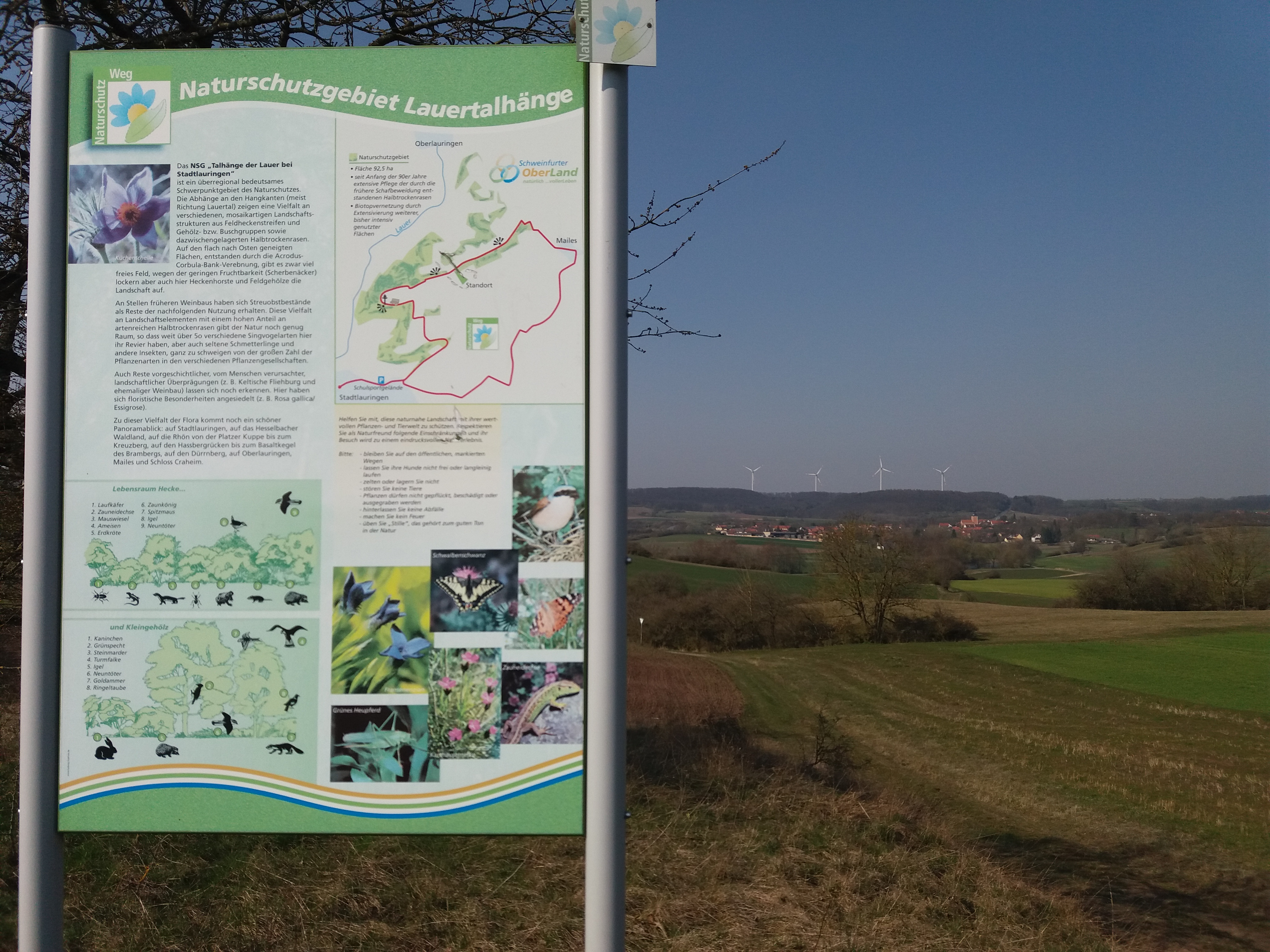
Blick von der Altenburg in Richtung Oberlauringen, im Vordergrund die Acrodus-Corbula-Verebnung

Das Naturschutzgebiet Talhänge der Lauer bei Stadtlauringen ist ein Naturschutzgebiet in der Marktgemeinde Stadtlauringen im bayerischen Landkreis Schweinfurt.

## Geschichte
Das Schutzgebiet wurde von der Behörde am 1992 unter Schutz gestellt.

## Geografie und Geologie
Das Gebiet liegt östlich der Lauer, welche es jedoch an keiner Stelle direkt tangiert, zwischen Stadtlauringen und Oberlauringen. Das NSG gliedert sich in ein größeres und fünf weitere kleinere Gebiete, welche nicht direkt zusammenhängen. Neben den namensgebenden, meist Richtung Lauertal geneigten Hängen umfasst das Gebiet verschiedenste Landschaftsstrukturen wie Feldhecken und Halbtrockenrasen. Auf den flach nach Osten geneigten, wenig fruchtbaren Flächen der Keuperterrasse, einer Verebnung des Acrodus-Corbula-Horizontes (Lokaler Flurname: Scherbenäcker), gibt es viel freies Feld mit Hecken und Feldgehölzen. Aus ehemals terrassierten Weingärten sind durch Nachnutzung Streuobstwiesen geworden, die Terrassen sind verflacht.

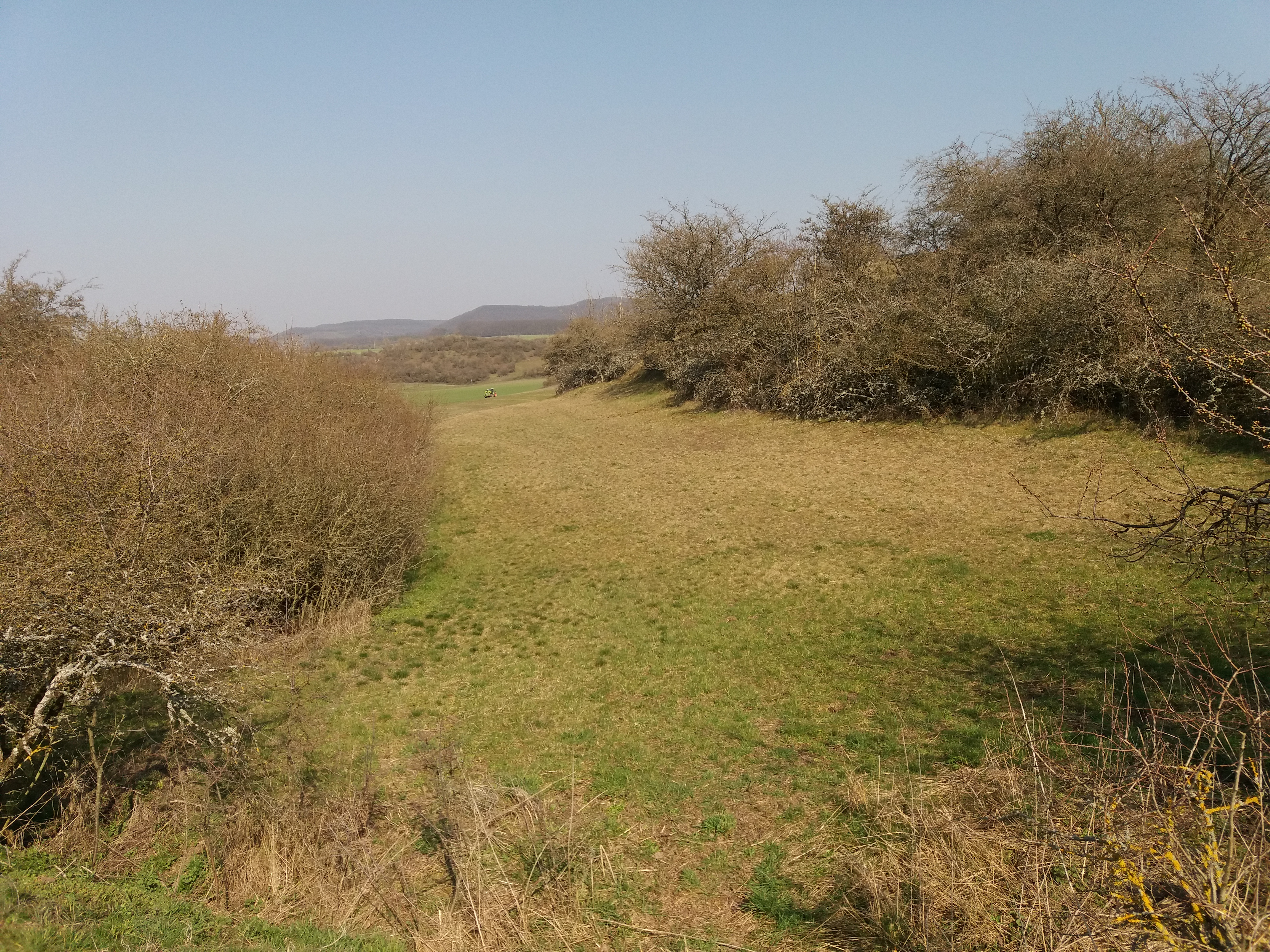
Hangterrasse an der Altenburg mit Magerrasen im März

Das Gebiet ist durch einen 11,5 Kilometer langen „Naturschutzweg“ erschlossen, der als Rundweg angelegt ist und am Marktplatz in Stadtlauringen beginnt. Der Weg führt in weiten Bereichen an den Hangkanten entlang und ist streckenweise nur als unbefestigter Wiesenweg angelegt, östlich verläuft der Weg dann durch das Tal des Mailesbaches wieder nach Stadtlauringen zurück. Bei entsprechender Sicht bieten sich vom Weg aus Panoramablicke auf Stadtlauringen, das Hesselbacher Waldland, Platzer Kuppe und Kreuzberg, Bramberg sowie auf Oberlauringen, Mailes und die Ruine Bramberg.

## Flora und Fauna
In den artenreichen, mit Hecken durchsetzten Salbei- und Glatthaferwiesen sowie Halbtrockenrasen leben über 50 verschiedene Singvogelarten und eine große Zahl von Schmetterlings- und Insektenarten. Auf den Wiesenflächen ehemaliger Weingärten wachsen heute Obstbäume und Essig-Rosen. Der laufenden Verbuschung der Trockenrasen wird aktiv durch regelmäßige Rodung entgegengewirkt.